# Finns det någon som kan hjälpa
Finns det någon som kan hjälpa är en från början amerikansk psalm skriven av J. B. Mackay och publicerad 1899 i USA. I original hette den Is there anyone can help us. Den översattes till svenska och utgavs 1915 i ett sånghäfte i Trelleborg och senare 1937 i Favoritsånger.